# Karol I Gonzaga
Karol I Gonzaga de Nevers (ur. 6 maja 1580  – zm. 22 września 1637) – książę Nevers i Rethel, a od 1627 roku Mantui i Montferratu.
Urodzony w Paryżu, syn Ludwika Gonzagi de Nevers i Henrietty Kliwijskiej.
Jako potomek bocznej linii Gonzagów, od dawna osiadłej we Francji, nie miał praw do księstwa Mantui, państwa, którym jego ród władał od dwustu lat. Wszystko się zmieniło w roku 1627, gdy ostatni potomek głównej linii Gonzagów, Wincenty II, umarł bezpotomnie. Bogate i strategicznie położone księstwo chcieli przejąć Habsburgowie. Karol jako głowa młodszej linii Gonzagów, po zeswataniu swego syna, Karola II, z bratanicą Wincentego II, Marią de Gonzaga, skłonił króla Francji, Ludwika XIII do interwencji we Włoszech. Wywołało to wojnę o sukcesję mantuańską. Po zwycięstwie Francji, Karol panował wspólnie ze swym synem, który tragicznie zmarł w 1631 roku. Karol I panował jeszcze sześć lat, aż do śmierci. Księstwo odziedziczył jego wnuk, Karol III Gonzaga.

## Potomstwo
W 1599 roku poślubił Katarzynę de Guise, z bocznej linii rodu lotaryńskiego, córkę Karola Lotaryńskiego, księcia Mayenne i Henrietty Sabaudzkiej, markizy Villars. Miał z nią sześcioro dzieci:
- Franciszek I, Książę Rethel (1606 - 1622).
- Karol II Gonzaga, tytularny współwładca Księstwa Mantui (1609 - 14 sierpnia 1631).
- Ferdinand, książę Mayenne (1610 - 25 maja 1632).
- Ludwika Maria Gonzaga (18 sierpnia 1611 - 10 maja 1667), żona Władysława IV Wazy, a następnie Jana II Kazimierza Wazy.
- Benedetta Gonzaga (1614 - 30 września 1637).
- Anna Maria Gonzaga (1616 - 6 lipca 1684), żona Henryka II de Guise i po jego śmierci Edwarda, elektora Palatynatu.